# Siedlung Waldfrieden
Die Siedlung Waldfrieden ist ein Wohnplatz im Ortsteil Bindow der Gemeinde Heidesee im Landkreis Dahme-Spreewald in Brandenburg.

## Geografische Lage
Der Wohnplatz liegt im nördlichen Teil der Gemarkung und dort östlich von Bindow in einem Waldgebiet. Nord-nordöstlich befindet sich der Ortsteil Friedersdorf, östlich der Wohnplatz Bergschäferei und südsüdöstlich der Ortsteil Blossin.

## Geschichte
In den Karten des Deutschen Reiches ist noch keine Wohnbebauung erkennbar. Die Siedlung Waldfrieden erschien erstmals im Zusammenhang mit der Umwandlung Bindows in eine Landgemeinde im Jahr 1931. Der Wohnplatz wurde 1950 als Bindow/Siedlung geführt und kam mit dem freiwilligen Zusammenschluss von Bindow im Jahr 2003 zur Gemeinde Heidesee.